# العلاقات البيلاروسية اللوكسمبورغية
العلاقات البيلاروسية اللوكسمبورغية هي العلاقات الثنائية التي تجمع بين روسيا البيضاء ولوكسمبورغ.

## مقارنة بين البلدين
هذه مقارنة عامة ومرجعية للدولتين:
| وجه المقارنة                                              | روسيا البيضاء                    | لوكسمبورغ                                                     |
| --------------------------------------------------------- | -------------------------------- | ------------------------------------------------------------- |
| المساحة (كم2)                                             | 207.60 ألف                       | 2.59 ألف                                                      |
| عدد السكان (نسمة)                                         | 9.50 مليون                       | 599.45 ألف                                                    |
| الكثافة السكانية (ن./كم²)                                 | 45.76                            | 231.45                                                        |
| العاصمة                                                   | مينسك                            | لوكسمبورغ                                                     |
| اللغة الرسمية                                             | اللغة البيلاروسية، اللغة الروسية | اللغة اللوكسمبورغية، لغة فرنسية، اللغة الألمانية              |
| العملة                                                    | روبل بلاروسي                     | يورو، فرنك لوكسمبورغ                                          |
| الناتج المحلي الإجمالي (بليون دولار)                      | 54.44 مليار                      | 62.40 مليار                                                   |
| الناتج المحلي الإجمالي (تعادل القوة الشرائية) بليون دولار | 168.35 مليار                     | 58.13 مليار                                                   |
| الناتج المحلي الإجمالي الاسمي للفرد دولار أمريكي          | 5.74 ألف                         | 101.45 ألف                                                    |
| الناتج المحلي الإجمالي للفرد دولار أمريكي                 | 18.18 ألف                        | 101.93 ألف                                                    |
| مؤشر التنمية البشرية                                      | 0.798                            | 0.892                                                         |
| رمز المكالمات الدولي                                      | +375                             | +352                                                          |
| رمز الإنترنت                                              | .by، .бел                        | .lu                                                           |
| المنطقة الزمنية                                           | ت ع م+03:00                      | توقيت وسط أوروبا، ت ع م+01:00، ت ع م+02:00، أوروبا/لوكسمبورج ‏ |

## منظمات دولية مشتركة
يشترك البلدان في عضوية مجموعة من المنظمات الدولية، منها:
| علم المنظمة | اسم المنظمة                               | تاريخ انضمام روسيا البيضاء | تاريخ انضمام لوكسمبورغ |
| ----------- | ----------------------------------------- | -------------------------- | ---------------------- |
|             | اتفاقية السماوات المفتوحة                 | ?                          | ?                      |
|             | منظمة الأمن والتعاون في أوروبا            | 30 يناير 1992              | 25 يونيو 1973          |
|             | مؤسسة التمويل الدولية                     | 2 نوفمبر 1992              | 4 أكتوبر 1956          |
|             | منظمة حظر الأسلحة الكيميائية              | ?                          | ?                      |
|             | الأمم المتحدة                             | 24 أكتوبر 1945             | 24 أكتوبر 1945         |
|             | الاتحاد الدولي للاتصالات                  | 7 مايو 1947                | 2 مارس 1866            |
|             | منظمة الشرطة الجنائية الدولية             | ?                          | ?                      |
|             | البنك الدولي للإنشاء والتعمير             | 10 يوليو 1992              | 27 ديسمبر 1945         |
|             | الاتحاد البريدي العالمي                   | ?                          | ?                      |
|             | المركز الدولي لتسوية المنازعات الاستشارية | 9 أغسطس 1992               | 29 أغسطس 1970          |
|             | وكالة ضمان الاستثمار متعدد الأطراف        | 3 ديسمبر 1992              | 29 أغسطس 1991          |
|             | يونسكو                                    | 12 مايو 1954               | 27 أكتوبر 1947         |
|             | مجموعة الموردين النوويين                  | ?                          | ?                      |

## وصلات خارجية
- موقع وزارة الخارجية البيلاروسية
- موقع وزارة الخارجية اللوكسمبورغية